# H-4签证 (美国)
H-4签证是美国公民及移民服务局颁发给H-1B签证持有者的配偶或21岁以下孩子的非移民签证。
该签证允许工作签证持有者的亲属合法入境美国，并在美国居留。通常由美国境外的领事馆签发，但是如果申请人已经在美国境内，则可以通过填写I-539表格申请身份变更。
除非持有H-1B签证的配偶的职业移民申请获得批准，持有该签证的人士不能得到社会安全号码，也不能被雇佣，不过可以持有驾照、在银行开户以及获取税收识别号码。